# Vents (mitologia)

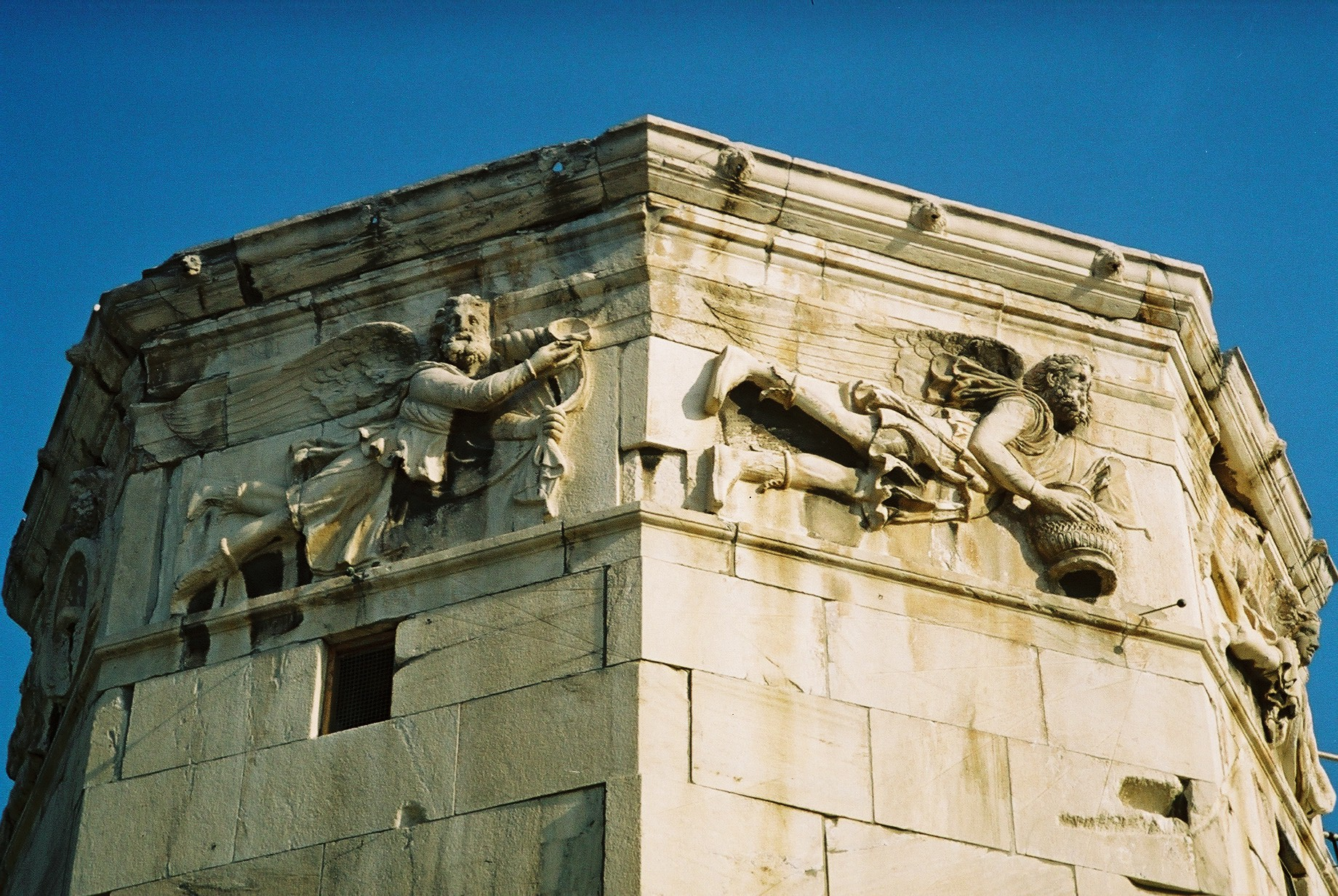
Torre dels Vents a l'antiga Atenes. Part del fris amb la representació dels déus del vent grecs: Bòreas (a l'esquerra) i Skiron, (a la dreta)

D'acord amb la mitologia grega, els vents (en grec antic: Ἄνεμοι, en singular Ἄνεμος) eren divinitats de l'element aeri, fills d'Astreu i d'Eos.
Per tenir-los dominats, els déus els van tancar en una caverna sota la vigilància d'Èol (de vegades considerat el seu pare), que només els deixava sortir quan Zeus ho requeria.
Els vents principals són quatre: Bòreas, Notos, Euros i Zèfir, que coincideixen amb els punts cardinals, però n'hi havia altres de secundaris, de menys anomenada, com Argest, el del nord-est, que menciona Apol·loni de Rodes a les Argonàutiques, com un vent que afavoria la navegació dels argonautes.
La seua importància en l'agricultura i en la navegació va propiciar que fossin objecte d'un culte particular.
Els romans coneixien els vents principals amb els noms d'Aquiló, Austre, Subsolà i Favoni, a més d'emprar els noms grecs.